# Мірошниченко Ігор Михайлович
І́гор Миха́йлович Мірошниче́нко (нар. 20 лютого 1976, Лебедин, Сумська область, Україна) — український спортивний журналіст та політик, телеведучий. Народний депутат України VII скликання (2012—2014).
Голова Сумської обласної організації ВО «Свобода», депутат Київради у 2015—2020 роках.

## Біографія
Народився 20 лютого 1976 року в м. Лебедин Сумської області. У 1993 р. закінчив Лебединську ЗОШ № 7. У 1993—1998 рр. навчався в Київському університеті імені Тараса Шевченка, де отримав кваліфікацію журналіста.

### Трудова діяльність
З 4 вересня 1996 по 1 липня 1997 року працював репортером інформаційної служби «Міжнародний Медіа Центр — Інтерньюз».
З 1 липня 1997 по 7 червня 2000 року був редактором та ведучим програми «Вікна-спорт» на телеканалі СТБ, ведучим програм «Вікна-новини» та «Інтерспорт».
З 7 червня по 15 вересня 2000 року був редактором та ведучим спортивної редакції програм «Першого національного».
З 15 вересня 2000 по 31 грудня 2007 року був ведучим програми «Футбол від УТН», програми «Спорт» телерадіокомпанії ТВО. Був автором та ведучим програми «Штрафний удар».
У 2006 році разом зі збірною України брав участь у програмі «Ігри патріотів».
З 15 вересня 2004 по 15 травня 2008 року був прес-секретарем Національної збірної команди України з футболу у ФФУ.
з 1 січня по 6 листопада 2008 року був керівником програми «Факти. Спорт» на телеканалі ICTV.

### Політична діяльність
З 2007 року член ВО «Свобода».
З 2008 року по теперішній час — Голова Сумської обласної організації ВО «Свобода».
З 12 грудня 2012 по 27 листопада 2014 року — народний депутат України VII скликання, обраний по загальнодержавному багатомандатному виборчому округу від партії ВО «Свобода». Заступник голови Комітету Верховної Ради України з питань свободи слова та інформації.
Під час Революції Гідності в Україні почалося масове знесення пам'ятників Леніна, згодом ці акції переросли у всеукраїнську декомунізацію. 15 лютого 2013 року Ігор Мірошниченко разом з міськими активістами знесли пам'ятник у Охтирці.
У 2015 році обраний депутатом до Київської міської ради від ВО «Свобода». Член постійної комісії Київської міської ради з питань екологічної політики.
З 2015-го року працює Громадська приймальня Ігоря Мірошниченка, де можна отримати консультації та допомогу від депутата або його помічників. Приймальня знаходиться за адресою: м. Київ, пр-т П. Григоренка, 39-б, офіс 88 (5 хвилин від ст.м. Позняки).
Активно співпрацює з активістами: виступав проти незаконного намиву піску у Києві, підтримує громаду у питанні створення екопарку «Осокорки», виступає за збереження архітектурних пам'яток.

### Дарницькі ініціативи Мірошниченка (ДіМ)
У 2018-му створив громадську організацію «Дарницькі ініціативи Мірошниченка»(ДіМ)
6.11.2018 зареєстровано петицію про добудову з'їздів з Дарницького мосту.
У грудні 2018 організував вистави до дня Святого Миколая у дитячих садках на Дарниці.

## Родина та особисте життя
Ігор Мірошниченко 16 січня 2016 року одружився з телеведучою Яною Левицькою.

## Бізнес
Є співвласником ресторану De Kindrat у Києві.

## Нагороди
- Заслужений журналіст України (2006).[11]